# Albano Jerónimo
Albano Jerónimo (* 30. Juni 1979 in Alhandra, Portugal) ist ein portugiesischer Schauspieler.

## Leben
Albano Jerónimo wurde in einem Gemeindeort der Stadt Vila Franca de Xira vor den Toren der Hauptstadt Lissabons geboren. Später ging er in Lissabon zur Schule und besuchte danach die Theater- und Filmschule Escola Superior de Teatro e Cinema. Nach ersten kleinen Film- und Fernsehrollen machte ihn seine Mitwirkung in der Telenovela Lusitana Paixão erstmals etwas bekannter, und es folgten bis heute eine Vielzahl Rollen in Fernsehserien. Parallel spielte er in einer Vielzahl Aufführungen an Theatern in Portugal, darunter 2011 in Glória ou como Penélope morreu de tédio, einem Stück von Cláudia Chéu, mit der er inzwischen in einer Beziehung zusammen lebte.
Mit seinen Auftritten in internationalen Spielfilmen und Serien wie Die Geheimnisse von Lissabon (2011), Vikings (2017), seine beachtete Hauptrolle in Land im Sturm (2019) oder zuletzt seinen Rollen in den Netflix-Produktionen El Presidente (2020) und The One – Finde dein perfektes Match (2021) wandte sich Jerónimo stärker einer internationale Karriere zu, auch wenn er weiter im Portugiesischen Kino arbeitet und gelegentlich noch Theater spielt.
Jerónimo lebte 10 Jahre lang mit der portugiesischen Dramaturgin, Theaterregisseurin und Schriftstellerin Cláudia Chéu (* 1977) zusammen und hat seit 2012 eine Tochter mit ihr. Seit Oktober 2019 lebt er mit Francisca Van Zeller zusammen, hält sein Privatleben aber meist weiterhin weitgehend aus der Öffentlichkeit heraus.

## Auszeichnungen
- 2021: CinEuphoria Award als bester Schauspieler in Land im Sturm
- 2021: Prémio Aquila als bester Kinoschauspieler für Ordem Moral
- 2021: Prémios Fantastic als beste Nebenrolle in Ordem Moral
- 2021: Globo de Ouro für beste Hauptrolle in Land im Sturm
- 2020: Dublin International Film Festival, bester Schauspieler in Land im Sturm
- 2020: Prémios Fantastic als bester Hauptdarsteller in Land im Sturm
- 2013: Prémio Sophia für die beste Nebenrolle in Lines of Wellington – Sturm über Portugal
- 2012: CinEuphoria Award für die beste Nebenrolle in Florbela
- 2011: CinEuphoria Award für die beste Nebenrolle in O Dez (Fernsehfilm)[5]

## Filmografie
| - 2001: O Espírito da Lei (TV-Serie, 1 Folge) - 2001: O Roubo (Kurzfilm) - 2001 Easy Down the Road (Kurzfilm) - 2001: Dúvida (Kurzfilm) - 2002: Anjo Selvagem (TV-Serie, 2 Folgen) - 2002: O Último Beijo (TV-Serie, 1 Folge) - 2003: Antes Que o Tempo Mude, Regie: Luís Fonseca - 2003: O Fascínio, Regie: José Fonseca e Costa - 2003: A Torre Amarela (Kurzfilm), Regie: Roberto Roque - 2003: A Curiosidade Matou o Gato (Kurzfilm), Regie: Rui Neto - 2003–2004: Lusitana Paixão (TV-Serie, 150 Folgen) - 2003–2004: O Teu Olhar (TV-Serie, 150 Folgen) - 2004: Das wandelnde Schloss (portugiesische Synchronstimme des Howl) - 2004: Queridas Feras (TV-Serie, 117 von 238 Folgen) - 2004: Orfeu, Regie: Luís Alves, Armanda Claro - 2004: O Quarto 363 (Kurzfilm) - 2004: Inspector Max (TV-Serie, 1 Folge) - 2004: Ana e os Sete (TV-Serie, 1 Folge) - 2005: Ninguém Como Tu (TV-Serie, 194 Folgen) - 2006: Fala-me de Amor (TV-Serie, 213 Folgen) - 2006: O Buraco (Fernsehfilm), Regie: Miguel Gaudêncio - 2007: Antes de Amanhã (Kurzfilm), Regie: Gonçalo Galvão Teles - 2007: Tu e Eu (TV-Serie, 197 Folgen) - 2007: Los Serrano (TV-Serie, 2 Folgen) - 2008: Same Room, Same Time (Kurzfilm), Regie: Miguel Gaudêncio - 2008–2009: Vila Faia (TV-Serie, 120 Folgen) - 2009: O Último Condenado à Morte, Regie: Francisco Manso - 2009: How to Draw a Perfect Circle, Regie: Marco Martins - 2009: Passeio (Kurzfilm), Regie: Sérgio Graciano - 2009: Anestesia (Kurzfilm), Regie: Pedro Varela - 2009: O Dez (Fernsehfilm, mehrere Regisseure) - 2010: Cidade Despida (TV-Krimiserie, 11 von 13 Folgen) - 2010: O Inimigo Sem Rosto, Regie: José Farinha - 2010: Voodoo (Kurzfilm), Regie: Sandro Aguilar - 2010: Mercúrio (Kurzfilm), Regie: Sandro Aguilar - 2010: Die Geheimnisse von Lissabon (2011 auch TV-Serie), Regie: Raúl Ruiz - 2011: O Último Tesouro (TV-Serie, 3 von 13 Folgen) - 2011: A Morte de Carlos Gardel, Regie: Solveig Nordlund | - 2011: Um Dia Longo, Regie: Sérgio Graciano - 2012: Intriga Fatal (Fernsehfilm), Regie: António Borges Correia - 2012: Florbela, Regie: Vicente Alves do Ó - 2012: Assim Assim, Regie: Sérgio Graciano - 2012: Agora Aguenta (Fernsehfilm), Regie: Afonso Pimentel - 2008–2012: Liberdade 21 (TV-Serie, 52 Folgen) - 2012: Lines of Wellington – Sturm über Portugal (auch TV-Serie), Regie: Valeria Sarmiento - 2012: O Frágil Som do Meu Motor, Regie: Leonardo António - 2012: E Depois, Matei-o (Fernsehfilm), Regie: Lourenço de Mello - 2013: Perdidamente Florbela (TV-Mehrteiler, 2 von 3 Folgen) - 2012: Sinais de Serenidade (Kurzfilm), Regie: Sandro Aguilar - 2012–2013: Dancin' Days (TV-Serie, 342 Folgen) - 2013: Os Filhos do Rock (TV-Serie, 26 Folgen) - 2014: O Mundo Cai aos Bocados (e ainda assim as pessoas apaixonam-se) (Kurzfilm), Regie: Henrique Pina - 2014: Bella Block: Für immer und immer (35. Folge der ZDF-Krimiserie) - 2014–2015: Mulheres (TV-Serie, 316 Folgen) - 2015: The Secret Agent, Regie: Stan Douglas - 2016: Fado, Regie: Jonas Rothlaender - 2016: Gelo, Regie: Gonçalo Galvão Teles, Luís Galvão Teles - 2015–2016: Santa Bárbara (TV-Serie, 263 Folgen) - 2016: Delírio em Las Vedras, Regie: Edgar Pêra - 2017: Mariphasa, Regie: Sandro Aguilar - 2017: Vikings (TV-Serie, 2 Folgen) - 2018: O Grande Circo Místico, Regie: Carlos Diegues - 2017–2018: Paixão (TV-Serie, 320 Folgen) - 2018: Caminhos Magnétykos, Regie: Edgar Pêra - 2018: Sara (TV-Serie, 8 Folgen) - 2019: Land im Sturm (2020 auch TV-Miniserie), Regie: Tiago Guedes - 2019: Confissões de um Coração Ardente (Fernsehfilm), Regie: Mário Melo Costa, João Nunes - 2019–2021: Nazaré (TV-Serie, 96 von 337 Folgen) - 2020: Ordem Moral (2021 auch TV-Miniserie), Regie: Mário Barroso - 2020: El Presidente (Netflix-Serie) - 2021: The One – Finde dein perfektes Match (Netflix-Serie) - 2021: Bis dass das Leben uns scheidet (TV-Serie, 8 Folgen) - 2021: Princípio, Meio e Fim (TV-Serie, 6 Folgen) - 2021: Glória (TV-Serie, 2 Folgen) - 2022: L'enfant, Regie: Marguerite de Hillerin, Félix Dutilloy-Liégeois - 2023: Rabo de Peixe (Fernsehserie) - 2024: The Worst Man in London (O Pior Homem de Londres) |